# Jaskinia Miętusia

Plan jaskini

Jaskinia Miętusia – jaskinia  w Dolinie Miętusiej w Tatrach Zachodnich. Jest jedną z największych jaskiń w Tatrach. Zajmuje czwarte miejsce pod względem długości i ósme miejsce pod względem deniwelacji w Polsce. Jest też jaskinią o największej rozciągłości horyzontalnej w Polsce (około 1150 metrów). Ma jeden otwór wejściowy położony u podnóża Dziurawego, pomiędzy Wielką a Małą Świstówką, na wysokości 1273 metrów n.p.m.  Niektóre części jaskini są słabo zbadane i udokumentowane. Długość odkrytych korytarzy wynosi 10780 metrów, a deniwelacja 305 metrów.

## Opis jaskini
Za główny ciąg jaskini uważa się korytarze między otworem wejściowym a Awenami. Od głównego ciągu odchodzi wiele bocznych odnóg.

Przekrój jaskini

Główny ciąg zaczyna się niepozornym otworem wejściowym (0,6 × 0,8 metra) ukrytym w zagłębieniu pod skałą. Za nim ciągnie się Ciasny Korytarzyk (118 metrów) doprowadzający do Komory Matki Boskiej. Zaczyna się tu Główny Korytarz. W lewo boczna odnoga prowadzi przez jeziorko do zawaliska Wantul, natomiast główny ciąg wiedzie w dół do progu Iglica. W bok odchodzi Górny Korytarz, który poprzez Pochyłą Komorę prowadzi do bocznego ciągu jaskini – Partii Nietoperzowych. 
Od Iglicy Główny Korytarz ciągnie się do Syfonu Zwolińskich (syfon został zbadany jak dotychczas na długości około 65 metrów). Główny ciąg omija Syfon Zwolińskich i prowadzi do Wiszącego Syfoniku, a następnie do Sali bez Stropu. Odchodzi stąd boczna odnoga jaskini – Partie nad Salą bez Stropu. 
Główny ciąg wiedzie natomiast do Salki Fakira i dalej do Kaskad (systemu progów porozdzielanych zagłębieniami wypełnionymi wodą). Stąd przez jeziorko Szczekociny dochodzi do Ślepego Komina (odbijają stąd boczne odnogi – Ciasne Kominy i Partie za Kiblem) i poprzez Piaskowy Korytarz do Komory pod Progiem (w bok odchodzą odnogi – Korytarz Południowy i Wielkie Kominy). 
Stąd poprzez Błotne Zamki główny ciąg prowadzi do Progu Męczenników (28 metrów wysokości), dalej do Platformy Zetempowców, Progu Klasycznego, Sali Deszczów i Komina Korkociągu (15 metrów wysokości). Dalej znajduje się Długa Sala z Gotyckim Jeziorkiem (odchodzi stąd boczna odnoga – Ciągi za Gotyckim Jeziorkiem). Stąd korytarz ciągnie się do Sali Błotnych Lejków, a następnie do Syfonu Pawiana i dwuczęściowego Syfonu Marynarki Wojennej. Dalej przez Trasę W-Z (odchodzi stąd boczna odnoga – Jubileuszowe Ciągi)  poprzez Kamienne Schodki, Stumetrowy Korytarz, Kamienny Las, Gilotynę i Salę Lustrzaną do Trawersu nad Studnią (15 metrów głębokości). Odchodzi stąd w bok Korytarz Płetwonurka (140 metrów długości). 
Główny ciąg jaskini wiedzie natomiast poprzez Salę z Mostami do Syfonu Zielonego Buta. Za syfonem zaczyna się Korytarz Taty prowadzący do Szmaragdowego Jeziorka. Stąd odchodzi boczna odnoga jaskini – Klasztorne Ciągi. 
Główny ciąg prowadzi dalej przez Korytarz Autostrady (4-5 metrów szerokości, 10 metrów wysokości), Zawał Częstochowiaków, salkę Żelazne Wrota, Mruczącą Wantę (olbrzymi głaz w stanie chwiejnej równowagi), próg Jesteśmy w Domu, Korytarz pod Płytą (odchodzi tu korytarz do Sali Beznadziejnej) do rozwidlenia głównego ciągu: przez Trójjednię lub przez Dupcynger. Oba korytarze schodzą się w Sali Złotej Kaczki. Tu odchodzą boczne odnogi – Ciągi od Czwórki i Ciągi od Piątki. 
Dalej główny ciąg idzie poprzez Korytarz Wygasłych Wulkanów, Chińską Pagodę (trochę w bok od głównego ciągu), Studnię Ćwiczebną (60 metrów głębokości), Ślizgawkę do Wielkiego Korytarza. Idąc Wielkim Korytarzem, mija się dwa jeziorka, wejście do Wszawych Kominów (z salką na końcu) i dochodzi się (mijając z boku korytarz Cofki) poprzez Próg Odzyskanych Nadziei, Balkonik nad Salą z Awenami do Sali z Awenami. Opadają z niej 4 studnie o charakterze pochylni – Aweny. Zjeżdżając Awenem I zwanym Rurą (60 metrów zjazdu), można dostać się do Korytarza pod Awenami. Dalej ciągną się zawaliska.
Partie Nietoperzowe.  Boczny korytarz prowadzi do jeziorka, tworzącego często syfon, a następnie do studzienki (7 metrów głębokości). Z jej dna przez ciasny syfon można przejść do wąskiej szczeliny, która jest zakończona zwężeniem. Przed syfonem inny korytarzyk opada do kolejnego syfonu. Korytarz za tym syfonem nie został zbadany.
Partie nad Salą bez Stropu. Zaczynają się Wiszącą Salką. Jest tam też m.in. Korytarz Trzech Króli, Komin Wszystkich Świętych (30 metrów wysokości), Krakowski Korytarz. W Kominie za Zaciskiem (niezbadanym do końca, 32 metry wysokości) znajduje się najwyższy punkt jaskini.
Ciasne Kominy. System studni kończących się syfonami. Od głównego ciągu jest to Ślepy Komin (21,5 metra głębokości), Zacisk Kaczanosia, Ciasne Kominy (23 metry głębokości), zaciski Wyżymaczka, Droga przez Mękę, Igielne Ucho i Ciasne Kominy (23 metry głębokości do powierzchni wody). Syfony (północny i południowy) nie zostały do końca zbadane. W ostatnich latach udało się zbadać 135 metrów korytarzy w południowym syfonie i 130 metrów w północnym, w którym korytarze udało się połączyć z Wielkimi Kominami.
Korytarz Południowy. Znajdują się tu m.in. Korytarz Trzech Króli, Komin na Dziewiątym Kilometrze (łącznie 90,5 metra wysokości)  oraz Zaklinowana Salka.
Wielkie Kominy. System studni kończących się syfonem. Studnie o łącznej głębokości około 88 metrów dochodzą do nie do końca zbadanego Syfonu Wielkich Kominów. Nurkując w syfonie, osiągnięto najniższy punkt jaskini (−244 metry). Syfon tworzy rozległy system zalanych korytarzy o zbadanej do tej pory długości 210 metrów. Można z niego się dostać do sali Podwójne Życie Weroniki.
Ciągi za Gotyckim Jeziorkiem. Szczelinowe, wąskie korytarze o długości 144 metrów, którymi można dojść do długiej sali z naciekami, a następnie do syfonu (do tej pory nie udało się go przejść).
Jubileuszowe Ciągi. Ciąg korytarzy z jeziorkami – Żywa Woda i Bidet oraz Kominem Perłowym. Ciągi nie zostały do końca zbadane.
Klasztorne Ciągi. Są tu salki Rozmównica, Klauzura, Sala z Katafalkiem, Uszata Salka, Krużganek, Studnia Kaczanosia (16 metrów głębokości), Syfon Kaczanosi, Korytarz Szturmgrupy oraz stosunkowo niedawno odkryty Ciąg Bombowy.

## Przyroda
W jaskini występuje dość bogata szata naciekowa w postaci stalaktytów, stalagmitów i polew naciekowych (głównie w ciągach za Syfonem Marynarki Wojennej). Można też spotkać heliktyty (okolice Studni Kaczanosia).
Z licznych jeziorek największe to Jeziorko Gotyckie i Szmaragdowe Jeziorko. W jaskini jest też spora ilość syfonów, z których trzy znajdują się w głównym ciągu jaskini (Wiszący Syfonik, Syfon Marynarki Wojennej i Syfon Zielonego Buta). W paru miejscach występuje deszcz podziemny (poniżej Iglicy, w Sali Deszczów i Sali nad Awenami). 
Barwienie wody przeprowadzone w lutym 1986 roku wykazało połączenie Syfonu w Wielkich Kominach z Lodowym Źródłem.
W jaskini zamieszkują nietoperze.

## Historia odkryć
Jaskinia została odkryta przez Władysława Goryckiego w 1936 roku.
W tym samym roku Stefan Zwoliński wraz z Władysławem Goryckim dochodzą do krawędzi Ślepego Komina.
W 1937 roku bracia Stefan i Tadeusz Zwoliński dochodzą do Błotnych Zamków i znajdują wylot Wielkich Kominów.
W 1950 i 1951 roku wyprawy grotołazów krakowskich osiągają dno Ślepego Komina i dochodzą do syfonu w Wielkich Kominach. Jaskinia liczy wtedy 950 metrów długości.
W 1956 roku wyprawa krakowska dociera do Korytarza Trzech Króli.
W 1956 roku wyprawa warszawskich grotołazów dociera do Syfonu Marynarki Wojennej.
W 1957 roku wyprawa warszawskich grotołazów dociera do syfonu w Ciasnych Kominach.
W 1960 roku odkryte zostają ciągi za Gotyckim Jeziorkiem.
W 1963 roku wyprawa przechodzi przez Syfon Zielonego Buta i dochodzi do Zawału Częstochowiaków. Odkrywa też Klasztorne Ciągi. Jaskinia osiąga 3000 metrów długości.
W 1964 roku dwaj grotołazi z Częstochowy uczestniczący w warszawskiej wyprawie przechodzą Zawał Częstochowiaków. Wyprawa dochodzi do Korytarza pod Awenami.
W 1972 roku podczas nurkowania w Syfonie Wielkich Kominów osiągnięta zostaje głębokość −241 metrów.
W 1976 roku zbadane zostają Ciągi Jubileuszowe.
W latach 1976–1995 prawie co roku odkrywane i badane były niewielkie korytarze i kominy w jaskini.
W latach 1992–1998 badano syfony w Ciasnych Kominach i Wielkich Kominach. Na przełomie listopada i grudnia 1998 roku dokonano połączenia Ciasnych Kominów z Wielkimi Kominami na głębokości 28 metrów. Osiągnięto rekordową głębokość 70 metrów (najgłębsze nurkowanie jaskiniowe w Polsce) w Południowym Jeziorku Ciasnych Kominów, co zwiększyło głębokość jaskini do 283 metrów.
W 2009 roku odkryto korytarz w partiach położonych powyżej Sali bez Stropu.